# Olfert Fas Fischer
Olfert Fas Fischer född 14 mars 1700 i Köpenhamn, död där 7 december 1761, var en dansk sjöofficer och direktör för Asiatisk Kompagni.

## Privatliv
Fischer var son till en nederländsk redare tillika köpman, Olfert Vaese, och dennas fru, Alida Brunsman. Han gifte sig första gången som tjugoåring med Sidsel Marie Hassel. Äktenskapet varade till makan dog 17 år senare, den 8 juli 1737. 
Året efter sin makas död gifte Fischer emellertid om sig med Anna Ackerman, och förblev gift med denna till sin död år 1761. Med sin andra fru fick Fischer tio döttrar och tre söner, varav den ena är den danska amiralen Olfert Fischer. En av Fischers andra söner var Friderich Gerhard Fischer, som flera år efter faderns död år 1783 förliste på atlanten med örlogsfartyget Indfødsretten.
Fischer begravedes efter sin bortgång på Reformerta kyrkan i Köpenhamns kyrkogård.

## Militär karriär
Fischer påbörjade sin militära karriär i unga år som kadett under Ulrik Christian Gyldenløve. Han deltog i Stora nordiska kriget under amiral Andreas Rosenpalms befäl, och befordras år 1719 till sekundlöjtnant och år 1725 till premierlöjtnant. Som ung sjöofficer var Fischer nästan ständigt till havs, som exempel kan nämnas att han deltog i den dansk-engelska flotta som år 1726 seglade mot Reval, nuvarande Tallinn.
År 1733 befordrades Fischer till kapten. Därefter förde han år 1743 befäl över örlogsfartyget Oldenborg, som ingick i en flotta under greve Ulrik Adolph Danneskiold-Samsøes befäl. Ett år senare, år 1744, befordrades han till kommendörkapten. Dryga tio år senare, år 1756, utsågs han till interimbefäl över örlogsbasen Holmen, utanför Köpenhamn. Efter det befordrades han år 1758 till viceamiral. Det år förde han befäl över en eskader bestående av sex linjeskepp och två fregatter med uppgift att hindra den svenska flottan från att förena sig med sin ryska motsvarighet i sjuårskriget. Eskadern behövde dock aldrig sättas in. Eskadern hade även till uppdrag att genomföra truppförflyttningar från Norge till Tyskland.

## Direktör för Asiatisk Kompagni
Vid sidan om sin militära karriär var Fischer likt sina föräldrar även en handelsman. Han var bland annat direktör för Det Kongelige Octroyerede Danske Asiatiske Kompagni mellan åren 1739-1752. Det var vid tiden det största av Danmarks merkantilistiska handelskompanier. Asiatisk Kompagni var det handelskompani som år 1732 ersatte Danska Ostindiska Kompaniet, och fick då 40 års monopol på dansk handel med områden öster om Godahoppsudden.

## Marienborg
Fischer är kanske idag främst ihågkommen som den som lät uppföra slottet Marienborg år 1745. Slottet förvärvades långt senare av C.L. David, som på 1960-talet testamenterade Marienborg till den danska staten att använda som Danmarks statsministers rekreations- och representationsbostad.